# Moravěves
Moravěves (německy Morawes) je malá vesnice, která je součástí obce Havraň v okrese Most v Ústeckém kraji. Nachází se v nadmořské výšce 275 metrů, asi 9 km jižně od centra města Mostu. Prochází jí silnice č. 251 z Havraně na Postoloprty. Moravěves je tradiční zemědělská ves a je nejjižněji položeným sídlem v okrese Most.

## Název
Název vesnice je odvozen z příjmení Morawa (vychází z názvu řeky Moravy) ve významu Moravova ves. V historických pramenech se jméno vesnice objevuje ve tvarech: Moraues (1333), Moraves (1337), Morabitz (1346), Morawess (1363), Morawiwess (1371), de Morawiewsi (1396), z Morawiewsy (1434), de Morawiewssy (1438), in Morawiewsy (1455), Morawie wes (1538), Marawiewes (1538) a Marowes a Morawes (1787, 1846).

## Historie
První písemná zmínka o vsi pochází z roku 1333, kdy byl jejím majitelem Bořita z Moravěvsi (Borsuta de Moraues). Za husitských válek Moravěves získal Jakoubek z Vřesovic. V polovině 15. století byla ves a poplužní dvůr v majetku mosteckých měšťanů. Od nich se Moravěves dostala do majetku města Mostu. Ve druhé polovině 16. století vlastnil ves Václav Hochhauser z Hochhausu, který ji roku 1595 prodal. Většinu vsi s poplužním dvorem koupilo město Most a připojilo ji ke svému městskému panství Kopisty, kde zůstala až do roku 1848. Menší část vsi koupil Vilém Kostomlatský z Vřesovic, který ji připojil ke svému statku Blažim. Jan Habart Kostomlatský z Vřesovic prodal Blažim i s částí Moravěvsi roku 1629 Pavlovi Michnovi z Vacínova a tak se dostala do panství Bitozeves. V roce 1671 toto panství koupil hrabě Sinzendorf a spojil je ke svému panství Postoloprty. V roce 1692 koupil postoloprtské panství Ferdinand ze Schwarzenberga, jehož součástí byla ves do zániku feudalismu v roce 1848. Po roce 1850 se Moravěves stala osadou obce Havraň. Koncem 19. století se Moravěves osamostatnila. V roce 1960 se stala opět osadou Havraně.
V 19. století se zde začala pěstovat cukrová řepa pro cukrovary v Mostě a v Havrani. Z průmyslové výroby zde byla zastoupena cihelna. Svůj tradiční zemědělský charakter si ves udržela dodnes. V letech 2003–2006 se Moravěves dostala do popředí zájmu novinářů při sporu zdejšího sedláka Jana Rajtera s mexickou společností Nemak. Její továrna stojí v průmyslové zóně Joseph zhruba 2 km západně od Moravěvsi.
Na návsi se nachází opravená kaple a malý rybníček, ze kterého vytéká Počeradský potok.

## Obyvatelstvo
Při sčítání lidu v roce 1921 ve vsi žilo 221 obyvatel (z toho 108 mužů), z nichž bylo 48 Čechoslováků, 163 Němců a deset cizinců. Většina se hlásila k římskokatolické církvi, ale jeden člověk byl evangelík, třicet jich patřilo k církvi československé, sedm k izraelské a dva byli bez vyznání. Podle sčítání lidu z roku 1930 měla vesnice 207 obyvatel: 41 Čechoslováků a 166 Němců. Kromě jednoho evangelíka, jednoho člověka bez vyznání a čtyř členů církve československé byli římskými katolíky.
|           | 1869 | 1880 | 1890 | 1900 | 1910 | 1921 | 1930 | 1950 | 1961 | 1970 | 1980 | 1991 | 2001 | 2011 |
| --------- | ---- | ---- | ---- | ---- | ---- | ---- | ---- | ---- | ---- | ---- | ---- | ---- | ---- | ---- |
| Obyvatelé | 255  | 311  | 260  | 257  | 217  | 221  | 207  | 181  | 178  | 141  | 107  | 88   | 76   | 77   |
| Domy      | 35   | 33   | 36   | 34   | 36   | 36   | 39   | 42   | 35   | 37   | 28   | 32   | 30   | 32   |